# Transformers: Rise of the Beasts
Transformers: Rise of the Beasts is een Amerikaanse actie-sciencefictionfilm uit 2023, geregisseerd door Steven Caple Jr.. De film is gebaseerd op de fictieve buitenaardse robots Transformers van Hasbro en de zevende speelfilm van de Transformers-filmreeks. Transformers: Rise of the Beasts is een prequel op Transformers uit 2007 en een sequel op Bumblebee uit 2018.

## Verhaal
Het verhaal speelt  zich af in 1994 in Brooklyn. Een archeoloog, een voormalige soldaat, Optimus Prime en de Autobots zijn verwikkeld in een oud conflict waarbij drie facties van de Transformers betrokken zijn: Maximals, Predacons en Terrorcons. Ze krijgen echter te maken met een nog grotere dreiging: Unicron, een gigantische metalen planeet die op het punt staat de Aarde te verslinden.

## Rolverdeling
| Acteur                   | Personage      |
| Mensen                   | Mensen         |
| ------------------------ | -------------- |
| Anthony Ramos            | Noah Diaz      |
| Dominique Fishback       | Elena Wallace  |
| Luna Lauren Vélez        | Mrs. Diaz      |
| Dean Scott Vazquez       | Kris           |
| Transformers: Autobots   |                |
| Peter Cullen             | Optimus Prime  |
| Pete Davidson            | Mirage         |
| Liza Koshy               | Arcee          |
| John DiMaggio            | Stratosphere   |
| Transformers: Maximals   |                |
| Ron Perlman              | Optimus Primal |
| Michelle Yeoh            | Airazor        |
| David Sobolov            | Rhinox         |
| Tongayi Chirisa          | Cheetor        |
| Transformers: Terrorcons |                |
| Peter Dinklage           | Scourge        |
| David Sobolov            | Battletrap     |
| Michaela Jaé Rodriguez   | Nightbird      |
| John DiMaggio            | Transit        |
| Anderen                  |                |
| Colman Domingo           | Unicron        |

## Release
De film ging in première op 27 mei 2023 in het luxueus hotel Marina Bay Sands in Singapore en staat gepland op 9 juni 2023 in de Verenigde Staten. De film liep vertraging op en was oorspronkelijk gepland op 24 juni 2022.

## Trivia
- Een deel uit het verhaal van deze film is geïnspireerd op de animatieserie Beast Wars: Transformers uit 1996.
- Stemacteur David Sobolov, die de stem vertolkt van Rhinox in deze film, vertolkte eerder de stem van Depth Charge in Beast Wars: Transformers.